# マルク・アントワーヌ・ジュリアン

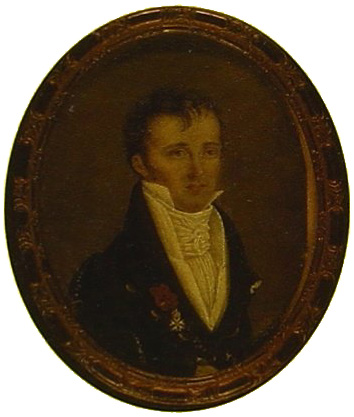
マルク＝アントワーヌ

マルク＝アントワーヌ（マルカントワーヌ）・ジュリアン（仏: Marc-Antoine Julien de Paris, 1775年3月10日 - 1848年4月4日）は、フランスの革命家である。ジャコバン・クラブの最年少会員であり、公安委員会の密使の任命されて「ロベスピエールの目」と呼ばれ、派遣議員の監視を行った。

## 略歴
同名のドローム県選出の国民公会議員の息子で、パリ生まれ。学校在籍時から政治に関心があり14歳のときにフランス革命の開始であるバスティーユ襲撃事件が起きると「バスティーユを陥落させたことは、取るに足りない。王座を打倒すべきである」と書いたビラを配った。
ジャコバン派に接近しロベスピエールに気に入られ、まだ18歳であり、議員でも無かったが、1792年から1793年にかけてピレネー方面軍の派遣委員を務め、さらに公安委員会の密使の1人に任命された。1794年、主にフランス西部へ派遣され、そこで絶対権力者となっていた派遣議員の実態を調査し、特にカリエのナントでの大量殺戮と、ボルドーでのタリアンとイザボーの腐敗について、ロベスピエールに直接報告した。
1794年のテルミドールのクーデターでは逮捕されて投獄されたが、反ロベスピエール派の議員であった父親の助命嘆願のおかげで、処刑は免れた。この投獄時にバブーフやブオナローティと知遇を得て、テルミドール反動期にもパンテオン・クラブの創設に名を連ね、このクラブが弾圧を受けた時には亡命した。バブーフ陰謀未遂事件でも逮捕されたが、やはり釈放された。
1796年にナポレオン・ボナパルトのイタリア方面軍で軍郵便局長の職を得る。1798年のエジプト遠征にも同行したが、疫病に悩まされ、ルイ・ボナパルトの早期帰国に同行して帰還。回復後は、ナポリに行ってシャンピオーネ将軍のパルテノペア共和国の建国に関与したが、それが理由で失職した。
1799年のナポレオンによるブリュメールのクーデターを支持したが、彼のイタリア政策に不満を持ち、サン・ニケーズ街暗殺事件ではジャコバン派の一員として嫌疑をかけられ、関与は事実無根であったにもかかわらず、以後も公職追放。第一帝政にも反対し、1813年には投獄された。ナポレオン追放後も政界復帰は適わず、フランス復古王政とも敵対した。

## その他

### 関連作品
- 『ロベスピエールの影』　ピエール・ガスカール（著）　佐藤和生（訳）　法政大学出版局
- 『聖戦ヴァンデ』[2]　藤本ひとみ（著）　　角川書店
- 『欲望の聖女 令嬢テレジア』